# マリア・エリーザベト・イン・バイエルン
マリア・エリーザベト・アマーリエ・フランツィスカ・イン・バイエルン（Maria Elisabeth Amalie Franziska Herzogin in Bayern, 1784年5月5日 - 1849年6月1日）は、ドイツのプファルツ＝ゲルンハウゼン家の公女で、バイエルン王マクシミリアン1世の姪。フランス皇帝ナポレオン1世の重臣ルイ＝アレクサンドル・ベルティエ元帥の妻となった。ナポレオンの継子ウジェーヌ・ド・ボアルネの妻となったバイエルン王女アウグステ・アマーリエの従姉である。

## 生涯
プファルツ＝ゲルンハウゼン公（1799年よりバイエルン公）ヴィルヘルムとその妻でプファルツ＝ビルケンフェルト公子フリードリヒ・ミヒャエルの娘であるマリア・アンナの間の第1子、長女として生まれた。バイエルン王（元はバイエルン選帝侯）の姉を母に持つこともあって、一時は神聖ローマ皇帝フランツ2世の後添えとなる縁談もあった。
1808年3月9日にパリにおいて、ナポレオン皇帝によってヴァグラム公およびヌーシャテル公爵に叙せられていたベルティエと結婚した。この縁組は明らかに一門および重臣たちの身分上昇を願うナポレオンの意図に沿ったものであった。叔父のバイエルン王は姪夫婦の屋敷としてバンベルクの新宮殿（Neue Residenz）を譲った。ナポレオンの没落後にヌーシャテルの所領を没収された夫は、1815年に居館の新宮殿の窓から身を投げて自殺している。

## 子女
夫との間に1男2女の3人の子女をもうけた。
- ナポレオン・アレクサンドル・ベルティエ（1810年 - 1887年） - ヴァグラム公
- カロリーヌ・ジョゼフィーヌ・ベルティエ（1812年 - 1905年） - 1832年、アルフォンス・ド・オートプール男爵と結婚
- マリー・アンヌ・ベルティエ（1816年 - 1878年） - 1834年、第3代プレザンス公爵ジュール・ルブラン（シャルル＝フランソワ・ルブランの孫）と結婚